# Þorgeirsson
Þorgeirsson ist ein männlicher isländischer Name.

## Herkunft und Bedeutung
Der Name ist ein Patronym und bedeutet Þorgeirs Sohn. Die weibliche Entsprechung ist Þorgeirsdóttir (Þorgeirs Tochter).

## Namensträger
- Fjalar Þorgeirsson (* 1977), isländischer Fußballspieler
- Tjörvi Þorgeirsson (* 1990), isländischer Handballspieler